# Récourt (rivière)
Le Récourt (ou ru de Récourt) est une rivière française qui coule dans le département de la Meuse. C'est un affluent de la Meuse en rive gauche.

## Géographie
Le Récourt est une rivière de l'Argonne. Il naît dans l'ouest du département de la Meuse sur le territoire de la commune de Heippes. L'orientation générale de son cours va d'ouest en est. 
Il conflue avec la Meuse sur le territoire de Tilly-sur-Meuse, à quinze kilomètres au sud (en amont) de la ville de Verdun. 

## Communes traversées
Le Récourt traverse ou longe les communes suivantes : Heippes, Rambluzin-et-Benoite-Vaux, Récourt-le-Creux, Villers-sur-Meuse et Tilly-sur-Meuse, toutes situées dans le département de la Meuse.

## Hydrologie
Le bassin du Récourt est presque entièrement situé dans une zone à pluviosité élevée (Argonne). Le module de la rivière au confluent avec la Meuse vaut 0,95 m3/s, pour un petit bassin versant de seulement 52,2 km2. La lame d'eau écoulée dans ce bassin est de 574 millimètres, ce qui est élevé, très supérieur à celle de la moyenne de la France, tous bassins confondus, et même comparé aux divers cours d'eau du bassin de la Meuse, généralement très abondants. Notons que la moyenne du bassin français de la Meuse à Chooz, près de sa sortie du territoire français affiche une lame d'eau de 450 millimètres. Le débit spécifique ou Qsp du Récourt se monte dès lors à un solide 18,2 litres par seconde et par kilomètre carré de bassin versant.